# 千年女妖
《千年女妖》，是1990年上映的一部香港恐怖鬼片，由鄭永潮執導，鄭庭棟劉志和監製，張學友、王祖賢、許志安、林建明主演。

## 劇情
上古時代，為避免千年女妖入侵現實世界，一位道士（谷峰 飾）派他的兩個徒弟容玉意（王祖賢 飾）和容小意（葉蘊儀 飾）去偷地陰魔珠，地陰魔珠與天陽神珠合壁時便具有摧毀千年女妖的力量。

## 演員表
| 演員   | 角色     |
| 張學友 | 孟波     |
| 王祖賢 | 容玉意   |
| 許志安 |          |
| 林建明 | 千年女妖 |
| 劉玉婷 |          |
| 司馬燕 |          |
| 小侯   |          |
| 葉蘊儀 | 容小意   |
| 谷峰   |          |
| 羅青浩 |          |
| 曹達華 |          |
| 譚倩紅 |          |
| 黃一山 |          |
| 楊偉燿 |          |
| 周金江 |          |
| 張兆   |          |

## 電影歌曲

### 主題曲
| 歌名             | 演唱者   | 作曲   | 填詞   |
| 〈是我有錯嗎 ?〉 | 達明一派 | 劉以達 | 周耀輝 |

### 插曲
| 歌名               | 演唱者 | 作曲   | 填詞 |
| 〈只愿一生爱一人〉 | 張學友 | 庾澄庆 | 因葵 |

## 外部連結
- 香港影庫上《千年女妖》的資料（繁體中文）
- 互联网电影数据库（IMDb）上《千年女妖》的资料（英文）
- （页面存档备份，存于）